# Blangkula
Blangkula is een bestuurslaag in het regentschap Pidie van de provincie Atjeh, Indonesië. Blangkula telt 377 inwoners (volkstelling 2010).